# Гомес, Карлос Андрес
Ка́рлос Андре́с Го́мес Инестро́са (исп. Carlos Andrés Gómes Hinestroza; род. 12 сентября 2002, Кибдо, Колумбия) — колумбийский футболист, вингер клуба «Ренн» и сборной Колумбии.

## Клубная карьера
Гомес — воспитанник клуба «Мильонариос». 15 ноября 2021 года в матче против «Альянса Петролера» он дебютировал в Кубке Мустанга. 1 мая 2022 года в поединке против «Патриотас Бояка» Андрес забил свой первый гол за «Мильонариос». По итогам сезона он помог клубу завоевать Кубок Колумбии.
10 января 2023 года Гомес перешёл в клуб MLS «Реал Солт-Лейк», подписав пятилетний контракт с опцией продления ещё на один год. В высшей лиге США он дебютировал 25 февраля в матче стартового тура сезона 2023 против «Ванкувер Уайткэпс», заменив Майкеля Чанга во втором тайме. 22 апреля в матче против «Сан-Хосе Эртквейкс» он забил свой первый гол в MLS.
В августе 2024 года Гомес перешёл во французский «Ренн». Сумма трансфера составила 11 млн долларов и может достичь 13 млн долларов с учётом бонусов.

## Карьера в сборной
10 декабря 2023 года в товарищеском матче против сборной Венесуэлы дебютировал за сборную Колумбии. 16 декабря в товарищеском матче против сборной Мексики (3:2), забил победный гол.

## Достижения
Клубные
 «Мильонариос»
- Обладатель Кубка Колумбии — 2022